# グレン・ドネア
グレン・ドネア（Glenn Donaire、1979年12月7日 - ）は、フィリピンの元プロボクサー。ボクシング引退後はトラックの運転手をしている。元世界5階級制覇王者のノニト・ドネアは弟。

## 来歴
2000年8月27日、アメリカ合衆国カリフォルニア州デル・マーのデルマー競馬場で行われたデビュー戦でエデュアルド・レイジェスと対戦し、初回23秒KO勝ちを収めデビュー戦を白星で飾った。
2002年11月22日、グアムのハガニアにあるグアム大学フィールドハウスでワンパノーム・ウォー・サクタウィーとWBOアジア太平洋フライ級王座決定戦を行い、3-0の判定勝ちを収め王座獲得に成功した。
2006年5月5日、アメリカ合衆国オクラホマ州コンチョのラッキースター・カジノでセサール・ロペスの持つNABO北米フライ級王座と空位のNABA北米フライ級王座を懸け対戦し、12回3-0（115-112、117-110、116-111）の判定勝ちを収めNABO王座の獲得に成功、NABA王座の獲得にも成功した。
2006年10月7日、マンダレイ・ベイ・イベント・センターでIBF・IBO世界フライ王者ビック・ダルチニアンと対戦。ダルチニアンの変則的な動きについていけず、ダルチニアンの正確に当ててくる大振りなパンチをまともに受け、終始劣勢を強いられ、6回1分27秒0-3（3者共に53-60）の負傷判定負けを喫しIBF王座とIBO王座獲得に失敗した。
2008年7月12日、ソノラ州エルモシージョのパレンケ・デ・ラ・エクスポでIBF世界ライトフライ級王者ウリセス・ソリスと対戦し、ダルチニアン戦同様に終始劣勢を強いられ、ソリス優勢の状況から挽回出来ず、12回0-3（2者が108-120、107-120）の判定負けを喫し完敗で王座獲得に失敗した。
2011年12月9日、アメリカ合衆国フロリダ州キシミーのキシミー・シビック・センターでアレックス・サンチェスとWBCラテンアメリカフライ級暫定王座決定戦を行い、2回に2度ダウンを奪うなど試合を優勢に進め、サンチェスの8回終了時棄権により王座獲得に成功した。
2012年9月14日、アメリカ合衆国フロリダ州タンパでオマール・ソトとWBCラテンアメリカフライ級王座決定戦を行い、12回0-3（2者が110-118、112-116）の判定負けを喫し王座獲得に失敗した。この試合で膝を痛めて引退した。

## 獲得タイトル
- WBOアジア太平洋フライ級王座
- NABO北米フライ級王座
- NABA北米フライ級王座
- WBCラテンアメリカフライ級暫定王座